# Connor Bainbridge
Connor Bainbridge (7 de octubre de 1993) es un deportista británico que compite en vela en la clase Formula Kite.
Ganó una medalla de bronce en el Campeonato Mundial de Formula Kite de 2019 y tres medallas en el Campeonato Europeo de Formula Kite, en los años 2019 y 2020.

## Palmarés internacional
| \| Campeonato Mundial \| Campeonato Mundial \| Campeonato Mundial \| Campeonato Mundial \| \| Año \| Lugar \| Medalla \| Clase \| \| ------------------ \| --------------------------- \| ------------------ \| ------------------------------- \| \| 2019 \| Campione del Garda (Italia) \| Medalla de bronce \| Formula Kite \| \| Campeonato Europeo \| \| \| \| \| Año \| Lugar \| Medalla \| Clase \| \| 2019 \| Torregrande ( Italia}) \| Medalla de oro \| Formula Kite por relevos mixtos \| \| 2020 \| Traunsee (Austria) \| Medalla de oro \| Formula Kite por relevo mixto \| \| 2020 \| Puck (Polonia) \| Medalla de bronce \| Formula Kite \| |                             |                   |                                 |
| Campeonato Mundial |                             |                   |                                 |
| Año | Lugar                       | Medalla           | Clase                           |
| 2019 | Campione del Garda (Italia) | Medalla de bronce | Formula Kite                    |
| Campeonato Europeo |                             |                   |                                 |
| Año | Lugar                       | Medalla           | Clase                           |
| 2019 | Torregrande ( Italia})      | Medalla de oro    | Formula Kite por relevos mixtos |
| 2020 | Traunsee (Austria)          | Medalla de oro    | Formula Kite por relevo mixto   |
| 2020 | Puck (Polonia)              | Medalla de bronce | Formula Kite                    |